# Pelusium
Pelusium was een antieke stad in Egypte, in het uiterste oosten van de Nijldelta, 30 km zuidoost van waar nu Port Said ligt.
In het Hebreeuws en het Chaldees, en in het Oude Testament heette de stad Sin; in het Aramees was het Seyân. De stad heette ook Per-Amoen, Peremoun of Peromi in het Egyptisch, Paramoun in het Koptisch, Pelousion (Πηλούσιον) in het Grieks, en Tell el-Farama in modern Arabisch.

## Geschiedenis
In de Slag bij Pelusium versloeg de Perzische koning Cambyses II in 525 v.Chr. farao Psammetichus III, waarna de stad werd ingenomen met een krijgslist. In 343 v.Chr. bood Pelusium verbeten weerstand tegen de Perzen. In 170 v.Chr. viel Antiochus IV Epiphanes het rivaliserende Egypte binnen en vestigde een Syrisch garnizoen in de stad. Tijdens de Alexandrijnse Oorlog (48 v.Chr.) nam Mithridates van Pergamon de stad in. In 30 v.Chr. landde een Romeins expeditieleger onder Octavianus Caesar bij Pelusium. 
In 541 n.Chr. brak in Pelusium de pest van Justinianus uit. Van hieruit breidde de ziekte zich over het gehele Byzantijnse Rijk uit. Tijdens de Byzantijns-Arabische oorlog viel in 639 een Arabisch expeditieleger (3.500 man) Byzantijns Egypte binnen. Na een twee maanden durende belegering werd Pelusium ingenomen.

In 1168 werd Pelusium veroverd door de Hospitaalridders onder Gilbert d'Aissailly.